# Approdo

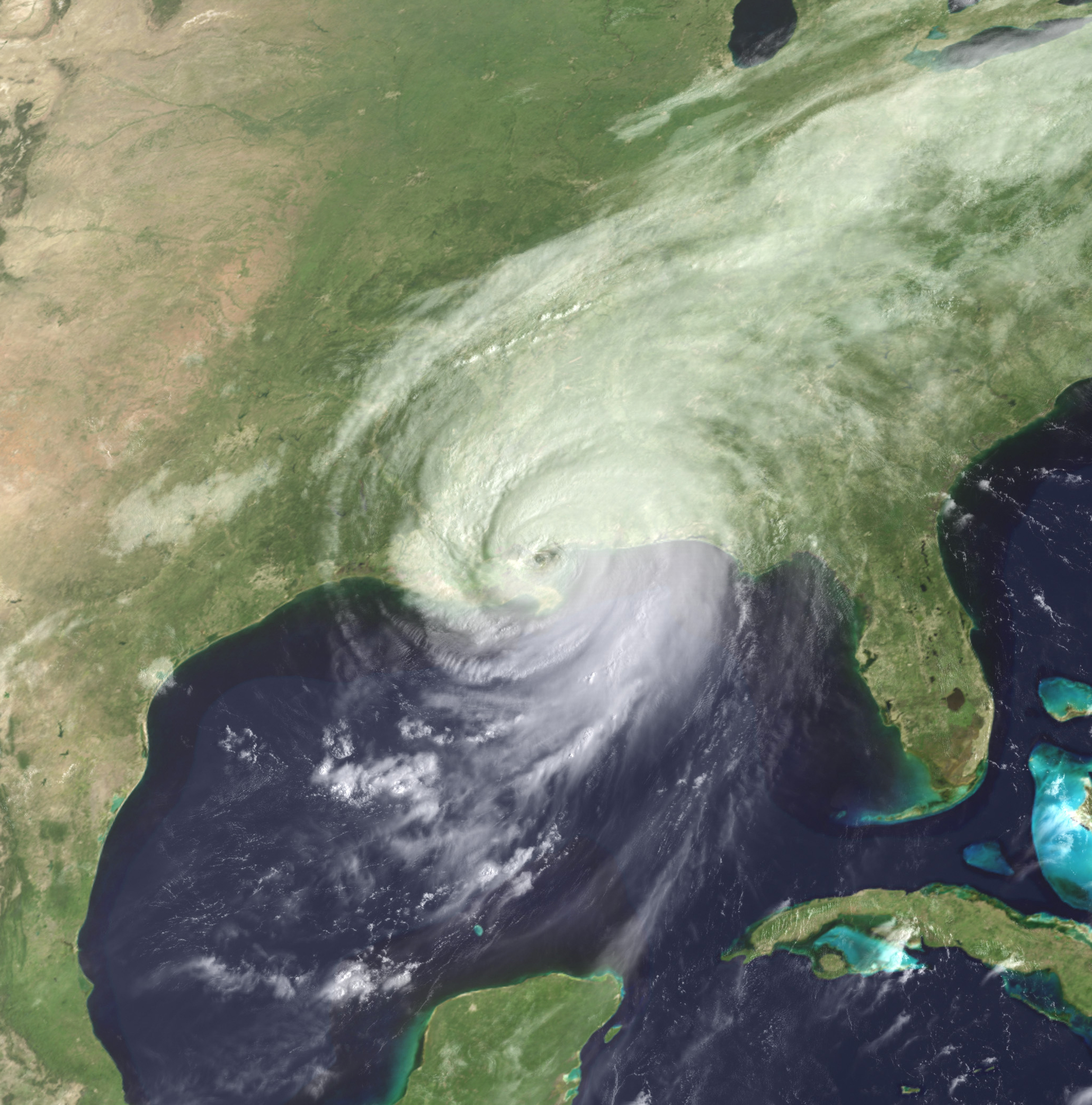
L'uragano Katrina è approdato vicino a New Orleans, Louisiana

In meteorologia, con approdo si intende il giungere di un ciclone tropicale o di una tromba marina sul suolo dopo essere stato sull'acqua. È anche usato comunemente il termine in inglese landfall.

## Approdo di una tromba marina
Quando una tromba marina tornadica approda sulla terraferma, essa può essere classificata come tornado, e usualmente causa danni agli edifici, oppure può velocemente dissiparsi in seguito alla perdita di energia.

## Approdo di un ciclone tropicale
Un ciclone tropicale viene classificato come approdato quando il centro della tempesta (l'occhio del ciclone) si muove sulla terraferma. Questo è il momento in cui la quantità di danni provocati dalla tempesta aumenta, poiché mentre si muove sull'acqua esiste solo una minima possibilità di provocare danni, eccetto se i suoi droppi di vento sono sul suolo; questo può causare allagamenti significativi, in particolar modo quando il sistema è lento a muoversi o stazionario.
Gli effetti provocati da un ciclone tropicale che approda sono la formazione di un'onda di tempesta, il trasferimento del nucleo dei venti più forti sulla costa e le forti piogge sulla terraferma. Questi effetti, oltre che l'infrangersi delle onde, provocano l'erosione delle spiagge.
Dopo che un ciclone tropicale è approdato, l'occhio "si chiude", le onde cessano e i venti diminuiscono d'intensità, e il ciclone si dissipa. I danni provocati includono piogge intense che causano allagamenti, folate di vento e tempo atmosferico avverso associato ai temporali, residui del ciclone.